# غیرمعمول (ترانه)
«غیرمعمول» (به انگلیسی: Off the Wall) در ۲ فوریهٔ ۱۹۸۰ به عنوان سومین تک‌آهنگ آلبوم غیرمعمول مایکل جکسون توسط اپیک رکوردز منتشر شد. این آهنگ رتبهٔ دهم میان ترانه‌های پاپ و رتبهٔ پنجم را میان ترانه‌های سول از مجلهٔ بیلبورد به دست آورد.